# Лункшоара (Мехедінць)
Лункшоара (рум. Luncșoara) — село у повіті Мехедінць в Румунії. Входить до складу комуни Броштень.
Село розташоване на відстані 244 км на захід від Бухареста, 31 км на схід від Дробета-Турну-Северина, 75 км на північний захід від Крайови.

## Населення
За даними перепису населення 2002 року у селі проживали 334 особи, усі — румуни. Усі жителі села рідною мовою назвали румунську.